# Angelo Piccaluga
Angelo Piccaluga (Vercelli, 4 ottobre 1906 – Asti, 7 marzo 1993) è stato un allenatore di calcio e calciatore italiano, di ruolo attaccante.

## Carriera

### Giocatore

#### Club
Dopo anni di militanza in Divisione Nazionale esordì nell'appena costituita Serie A con la maglia del Modena il 6 ottobre 1929 in Padova-Modena (1-3), in un campionato conclusosi al 12º posto.
Ha giocato in massima serie anche con la maglia del Palermo, collezionando 50 presenze e 9 reti fra il 1934 ed il 1936 ed arrivando con la squadra nella prima stagione al 7º posto in Serie A. Concluse la sua carriera ad alto livello con la Biellese, che nella stagione 1937-1938 si piazzò al 4º posto nel girone C della Serie C.

#### Nazionale
Conta 2 presenze con la Nazionale italiana, con la quale esordì il 3 marzo 1929 in Cecoslovacchia-Italia (2-4) e disputò l'ultima gara il 7 aprile 1929 in Austria-Italia (3-0), gare giocate nell'ambito della Coppa Internazionale che gli azzurri avrebbero poi vinto.

### Allenatore
Nella stagione 1941-1942 ha allenato la Fiumana in Serie B.
Nella stagione 1958-1959 allenò l'Asti. Nella stagione 1943-1944 ha allenato il Casale nel Campionato Alta Italia; dopo la fine della Seconda guerra mondiale ha allenato il Cosenza, l'Asti e la Fermana con cui vinse un campionato interregionale nel 1949/50.

## Statistiche

### Cronologia presenze e reti in Nazionale
| Cronologia completa delle presenze e delle reti in nazionale ― Italia | Cronologia completa delle presenze e delle reti in nazionale ― Italia | Cronologia completa delle presenze e delle reti in nazionale ― Italia | Cronologia completa delle presenze e delle reti in nazionale ― Italia | Cronologia completa delle presenze e delle reti in nazionale ― Italia | Cronologia completa delle presenze e delle reti in nazionale ― Italia | Cronologia completa delle presenze e delle reti in nazionale ― Italia | Cronologia completa delle presenze e delle reti in nazionale ― Italia |
| Data                                                                  | Città                                                                 | In casa                                                               | Risultato                                                             | Ospiti                                                                | Competizione                                                          | Reti                                                                  | Note                                                                  |
| --------------------------------------------------------------------- | --------------------------------------------------------------------- | --------------------------------------------------------------------- | --------------------------------------------------------------------- | --------------------------------------------------------------------- | --------------------------------------------------------------------- | --------------------------------------------------------------------- | --------------------------------------------------------------------- |
| 3-3-1929                                                              | Bologna                                                               | Italia                                                                | 4 – 2                                                                 | Cecoslovacchia                                                        | Coppa Internazionale                                                  | -                                                                     |                                                                       |
| 7-4-1929                                                              | Vienna                                                                | Austria                                                               | 3 – 0                                                                 | Italia                                                                | Coppa Internazionale                                                  | -                                                                     |                                                                       |
| Totale                                                                |                                                                       | Presenze                                                              | 2                                                                     |                                                                       | Reti                                                                  | 0                                                                     |                                                                       |

## Palmarès

### Allenatore

#### Competizioni nazionali
- Serie C: 1

Fiumana: 1940-1941

#### Competizioni regionali
- Promozione: 1

Fermana: 1949-1950